# Midori Ito
Midori Itō (en japonès: 伊藤みどり, transliteració: Itō Midori) (Nagoya, Japó 1969) és una patinadora artística sobre gel japonesa, ja retirada, que destacà entre la dècada del 1980 i del 1990. Fou la primera dona a aconseguir una triple combinació i un triple axel en competició.
Va néixer el 13 d'agost de 1969 a la ciutat de Nagoya, capital de la prefectura d'Aichi. Va ser campiona del seu país en nou ocasions consecutives (1985-1996), va participar en els Jocs Olímpics d'Hivern de 1988 realitzats a Calgary (Canadà), on fou cinquena. Als Jocs Olímpics d'Hivern de 1992 realitzats a Albertville (França) aconseguí guanyar la medalla de plata en la competició femenina.
Al llarg de la seva carrera aconseguí guanyar una medalla d'or en el Campionat del Món de patinatge artístic sobre gel l'any 1989 i una medalla de plata l'any 1990. Als Jocs Olímpics d'Hivern de 1998 realitzats a Nagano (Japó) fou l'encarregada de realitzar l'encesa del peveter en la cerimònia inaugural dels Jocs.